# Hermann Graedener
Hermann Graedener (alemany: Hermann Grädener)  (Kiel, 8 de maig de 1844 - Viena, 15 de setembre de 1929) fou un compositor alemany.
Era fill del també compositor i escriptor Karl Graedener (1812-1883) del qual en fou deixeble i del Conservatori de Viena. Entre altres càrrecs importants va desenvolupar els de director de l'Escola de Cant de Viena i de l'Associació Orquestral de Música Clàssica i fou catedràtic d'harmonia i contrapunt a la Universität für Musik und darstellende Kunst Wien.
Entre les seves més delicades composicions cal mencionar el Capritx, simfonietta per a orquestra; unes variacions per a orgue, instruments d'arc i trompeta; els concerts per a violí i violoncel; un concert de piano; un octet per a instruments d'arc; dos quintets amb piano; un quartet, dos trios i una sonata per a dos pianos. També va compondre inspirats lieder, obres per a piano i la rapsòdia Der Spielmann per a orquestra, solos i cor,